# Zacint (ciutat)
Zacint (en grec: Ζάκυνθος, Zàkinthos, AFI: ['zakinθos]; italià: Zante), també anomenada Khora (grec: Χώρα, AFI: [ˈxoɾa], 'vila'), és la capital de l'illa homònima, situada a Grècia. També és la seu administrativa de la unitat municipal, del municipi i de la unitat perifèrica de Zacint. Està situada a l'est de l'illa, estenent-se entre el port i el turó de Bochali. Segons el cens de 2011, la població es de 9.722 habitants i és la segona ciutat més gran de les Illes Jòniques.

## Història
Segons el mite, el seu heroi epònim és Zacint, fill de Dàrdan, que va arribar cap al 1600 aC. Aquest esdeveniment va ser descrit per Homer.